# 盛田隆二
盛田 隆二（もりた りゅうじ、1954年12月23日 - ）は、日本の作家。2007年度-2009年度、早稲田大学文学学術院客員教授。第一文学部・第二文学部・文化構想学部の講義を担当。2010年度より、淑徳大学エクステンションセンターにて「小説の書き方講座」を開講。日本文藝家協会会員、日本ペンクラブ会員。

## 経歴
東京都目黒区出身。埼玉県立川越高等学校在学中に書いた短編「糠星」が旺文社小説コンクールで1等になり、「高二時代」1971年12月号に掲載される。同作品は短編集『あなたのことが、いちばんだいじ』に所収。明治大学政治経済学部政治学科卒。1975年から1977年まで、日本文学学校に学んだ。1978年、ぴあ株式会社に入社。情報誌「ぴあ」編集者の傍ら小説を執筆し、1985年「夜よりも長い夢」で第2回早稲田文学新人賞佳作入選。1990年のデビュー作『ストリート・チルドレン』が第12回野間文芸新人賞候補作に、1992年の第2作『サウダージ』は第5回三島由紀夫賞候補作となった。吉田拓郎の大ファンで、拓郎が出演した映画『幕末青春グラフィティ Ronin 坂本竜馬』（1986年公開）と連動した『THE BOOK OF Ronin』（ぴあムック・1986年刊）を企画し出版した。
「ぴあ」副編集長、「ぴあムック」編集長等を経て、18年間勤務した同社を1996年に退社、作家専業となる。2004年に刊行された『夜の果てまで』（角川文庫）は30万部売れた。2011年、『二人静』（光文社）で第1回Twitter文学賞（国内編第1位）を受賞。
また、1997年から2000年（第14回から第17回）、早稲田文学新人賞選考委員。2004年から2009年、「きらら」携帯メール小説大賞選考委員。2012年度より、川越市主催「高校生小説大賞〜糠星の輝き〜」選考委員長。2005年度より、明治大学の広報誌『明治』編集委員。
2016年の参院選で日本共産党候補について、Twitterで作家の中沢けいと共に、「私も熱烈応援」と投稿している。2022年6月に日本共産党支持者であると公表。

## 著書

### 単著
- 『ストリート・チルドレン』 1990年 講談社 ／ 2003年 新風舎文庫（巻末書評資料：吉本隆明・柄谷行人・岡田幸四郎・小笠原賢二他）／ 2009年 光文社文庫（解説：中川五郎）
- 『サウダージ』 1992年 中央公論社 ／ 2004年 角川文庫（解説：北上次郎）
- 『ラスト・ワルツ』 1993年 新潮社 ／ 2005年 角川文庫（解説：池上冬樹）
- 『金曜日にきみは行かない』 1994年 朝日新聞社 ／ 2006年 角川文庫（解説：柴田元幸）
- 『いつかぼくは一冊の本を書く』 1996年 フレーベル館
- 『ニッポンの狩猟期2008』 1997年 集英社 ／ 2005年 角川文庫（『ニッポンの狩猟期』に改題／解説：川本三郎）
- 『湾岸ラプソディ』 1999年 角川書店 ／ 2004年 角川文庫（『夜の果てまで』に改題／解説：佐藤正午）／ 2008年 麥田出版（台湾版『夜的盡頭』／翻訳：黄心寧）
- 『リセット』 2000年 角川春樹事務所 ／ 2005年 ハルキ文庫（解説：重松清）
- 『おいしい水』 2002年 光文社 ／ 2005年 光文社文庫（解説：谷村志穂）
- 『散る。アウト』 2004年 毎日新聞社 ／ 2009年 光文社文庫（解説：枡野浩一）
- 『あなたのことが、いちばんだいじ』 2005年 作品社 ／ 2010年 光文社文庫
- 『Fruits of Shinjuku ― 新宿の果実』 2006年 IBC Publishing （洋販ラダーシリーズ・英語版／翻訳：Giles Murray）
- 『ありふれた魔法』 2006年 光文社 ／ 2008年 光文社文庫（解説：大崎善生）
- 『幸福日和』 2007年 角川書店 ／ 2011年 角川文庫（『ささやかな永遠のはじまり』に改題／解説：瀧井朝世）
- 『二人静』 2010年 光文社 ／ 2012年 光文社文庫（解説：よしもとばなな）
- 『身も心も』（テーマ競作小説「死様」） 2011年 光文社 ／ 2014年 光文社文庫（解説：中江有里）
- 『きみがつらいのは、まだあきらめていないから』 2011年 角川文庫（文庫オリジナル／解説：中江有里）
- 『Les fruits de Shinjuku ― 新宿の果実』 2012年 Philippe Picquier （グラフィックノベル・仏語版／イラスト：Amandine Grandcolas／翻訳：Corinne Quentin）
- 『いつの日も泉は湧いている』 2013年 日本経済新聞出版社 ／ 2016年 小学館文庫（解説：川本三郎）
- 『残りの人生で、今日がいちばん若い日』 2015年 祥伝社 ／ 2018年 祥伝社文庫（解説：北上次郎）
- 『父よ、ロング・グッドバイ　男の介護日誌』 2016年 双葉社 ／ 2017年 韓国語版『아버지롱굿바이』（刊行：생각의힘） ／ 2018年 台湾版『與父親的漫長告別　一名男子的照護手記』（刊行：時報出版） ／ 2022年 中国版『父亲　一个儿子的陪护日记』（刊行：上海三联书店・北京鳳凰壹力文化発展有限公司）
- 『蜜と唾』 2016年 光文社 ／ 2019年 光文社文庫（解説：鶴谷真）
- 『焼け跡のハイヒール』 2017年 祥伝社 ／ 2020年 祥伝社文庫（解説：池田香代子）

### アンソロジー（小説）「　 」内は盛田隆二の作品
- 『東京小説』（椎名誠、林真理子、藤野千夜、村松友視、盛田隆二「新宿の果実」） 2000年 紀伊國屋書店（日本語版） ／ 2000年 autrement（仏語版／翻訳：Corinne Quentin） ／ 2003年 角川文庫（日本語版） ／ 2004年 IBC Publishing（英語版／翻訳：Giles Murray） ／ 2006年 Philippe Picquier（仏語文庫版） ／ 2013年 日経文芸文庫（日本語版）
- 『New History 街の物語』（小川洋子、柴門ふみ、原田宗典、盛田隆二「アジール」） 2001年 角川書店
- 『クリスマス・ストーリーズ』（大崎善生、奥田英朗、角田光代、島本理生、蓮見圭一、盛田隆二「ふたりのルール」） 2005年 角川書店 ／ 2009年 角川文庫（『聖なる夜に君は』に改題）
- 『パリよ、こんにちは』（林真理子、椎名誠、松本侑子、狗飼恭子、唯川恵、盛田隆二「心はいつもそばにいる」） 2005年 角川書店
- 『携帯メール小説』（佐藤正午、盛田隆二「掌編小説12編」） 2006年 小学館
- 『そういうものだろ、仕事っていうのは』（重松清、野中柊、石田衣良、大崎善生、津村記久子、盛田隆二「きみがつらいのは、まだあきらめていないから」） 2011年 日本経済新聞出版社

### 共著（エッセイ・論文など）
- 『世界×現在×文学　作家ファイル』（越川芳明、柴田元幸、沼野充義、野崎歓、野谷文昭ほか、盛田隆二「チャールズ・ブコウスキー、スティーヴ・エリクソン」解説担当） 1996年 国書刊行会
- 『翻訳家になる！』（柳瀬尚紀、柴田元幸、白石朗ほか、盛田隆二「太宰治訳でスティーヴ・エリクソンを読みたい」） 1996年 メタローグ
- 『本はこころのともだち』（城山三郎、髙樹のぶ子ほか、盛田隆二「人を好きになると、なぜこんなに胸が切なくなるのか」） 2005年 メディアパル（朝の読書推進協議会編）
- 『多文化と自文化 ― 国際コミュニケーションの時代』（荒木和博、中田宏ほか、盛田隆二「マンホールチルドレンに励まされて ―近代化するモンゴルと日本」） 2005年 森話社（竹下裕子・石川卓編）
- 『作家の手紙』（小池真理子、蜂飼耳ほか、盛田隆二「読者から交際を申し込まれたが、事情があり、それを断る手紙」） 2007年 角川書店 ／ 2010年 角川文庫
- 『森山大道とその時代』（荒木経惟、東松照明ほか、盛田隆二「MORIYAMA DAIDO COLOR ―非転向の強さを秘めた現実認識の方法」） 2007年 青弓社
- 『日曜日の随想 2007』（梅原猛、平岩弓枝ほか、盛田隆二「幼児のように泣く父」） 2008年 日本経済新聞出版社
- 『日曜日の随想 2009』（永井路子、ねじめ正一ほか、盛田隆二「四十年ぶりの再会 ―アンドリュー・ワイエス「クリスティーナの世界」） 2010年 日本経済新聞出版社
- 『ベスト・エッセイ 2010 この星の時間』（高田宏、川上弘美ほか、盛田隆二「四十年ぶりの再会」） 2010年 光村図書出版（日本文藝家協会編）
- 『随想 2011』（古井由吉、片岡義男ほか、盛田隆二「スーちゃんと「ぴあ」の時代」） 2012年 日本経済新聞出版社
- 日本ペンクラブ編『憲法についていま私が考えること』（赤川次郎、浅田次郎、中西進ほか、盛田隆二「日本国憲法があってよかった、と実感する時」） 2018年 角川書店
- 佐藤正午『書くインタビュー 4』（ゲスト 盛田隆二） 2021年 小学館文庫

### 原作・映像化
- 東映ビデオ 『官能小説 ポルノグラフィア』 主演：水沢のの、監督：金田敬、ドラマ原作：盛田隆二（「週刊ポスト」掲載） 2014年

### 編著作
- 瓜南直子『絵画を生きて――月の消息』 2014年 作品社 （編集：城戸朱理、富岡幸一郎、藤沢周、盛田隆二） ISBN 9784861824845

### 文庫解説
- 佐藤正午『夏の情婦』 1993年 集英社文庫
- アーヴィン・ウェルシュ『エクスタシー』 1999年 角川文庫
- 柴田元幸『愛の見切り発車』 2000年 新潮文庫
- クリスティ・ジョンソンほか『アイ・アム・サム』 2002年 竹書房文庫
- 大崎善生『孤独か、それに等しいもの』 2006年 角川文庫
- 大矢ちき『おじゃまさんリュリュ』 2007年 小学館文庫
- 蓮見圭一『誰の中にでもいる彼』 2008年 角川文庫
- 岡部えつ『新宿遊女奇譚』 2011年 MF文庫ダ・ヴィンチ
- 日本SF作家クラブ『たそがれゆく未来：巨匠たちの想像力［文明崩壊］』 2016年 ちくま文庫
- 長薗安浩『祝福』 2017年 小学館文庫
- 石田衣良『不死鳥少年　アンディ・タケシの東京大空襲』 2022年 毎日文庫

### 帯推薦文を寄稿
- ミーヨン『月と太陽と詩と野菜』 2006年 角川春樹事務所
- 松本薫『梨の花は春の雪』 2006年 今井出版
- 目黒考二『昭和残影　父のこと』 2015年 角川書店
- 一史『はじめて詩集を手にするきみに――詩と思想新人賞叢書18』 2024年 土曜美術社出版販売

### 評論・対談
- CiNii>盛田隆二
- 本屋Ｂ＆Ｂ対談 - 2016年5月28日　中島京子×盛田隆二「認知症の父との10年にわたる長いお別れ～作家の介護体験」 『父よ、ロング・グッドバイ―男の介護日誌』（双葉社）刊行記念
- 本屋Ｂ＆Ｂ対談 - 2015年2月16日　大崎善生×盛田隆二「人生の折り返し地点／小説の折り返し地点」 『ロストデイズ』『残りの人生で、今日がいちばん若い日』刊行記念
- 本屋Ｂ＆Ｂ対談 - 2013年7月21日　柴田元幸×盛田隆二「作家希望者必聴！ 小説家として生きていくということ」

## 出演
- NHK BS1 - 2022年11月26日午後11時～11時50分放送「声は届くのか〜秘蔵フィルムが映し出す 1969新宿西口地下広場〜」出演：吉岡忍・大木晴子・盛田隆二ほか　1969年のフォークゲリラを現在の視点から描いた同番組は 第60回ギャラクシー賞 テレビ番組部門で入選した
- NHK-Eテレ「ハートネットTV」 - 2016年8月24日午後8時〜8時29分放送（8月31日午後1時5分〜1時34分再放送）「父との長いお別れ・作家 盛田隆二 ――リハビリ・介護を生きる　認知症の親をおくって」
- デモクラシータイムス（YouTube、不定期）
- デモクラシータイムス - 読書の悦楽、夜のおともに… 盛田隆二×鈴木耕
- デモクラシータイムス - ウィークエンドニュース 2019年8月9日「最悪の日韓関係の行く先は？ 表現の不自由展ほか」出演者：川村晃司（ジャーナリスト）＋盛田隆二（小説家）＋布施祐仁（ジャーナリスト） 司会：鈴木耕（編集者）
- デモクラシータイムス - マガジン9共同企画 2018年12月16日「『新潮45』と雑誌ジャーナリズムの危機」出演者：斎藤貴男（ジャーナリスト）＋盛田隆二（小説家）＋ 鈴木耕（編集者）
- デモクラシータイムス - ウィークエンドニュース 2018年6月8日「言葉の壊れかけた世界の片隅で」出演者：森達也（映画監督、作家）＋坂手洋二（劇作家、劇団「燐光群」主宰）＋盛田隆二（小説家） 司会：鈴木耕（編集者）
- デモクラシータイムス - ウィークエンドニュース 2018年2月2日「崩壊する国会と安倍改憲 沖縄名護市長選と辺野古」出演者：川村晃司（テレビ朝日コメンテーター）＋小塚かおる（日刊ゲンダイ・ニュース編集部長）＋盛田隆二（小説家） 司会：鈴木耕（編集者）
- NPJMOVIE - 2019年2月20日「官邸による取材・報道の自由侵害に抗議する緊急声明」 発言者：梓澤和幸（弁護士）＋盛田隆二（作家）＋服部孝章（立教大学名誉教授）＋清水雅彦（日本体育大学教授）＋角田由紀子（弁護士）＋南彰（新聞労連委員長・日本マスコミ文化情報労組会議議長）＋醍醐聰（東京大学名誉教授）
- 日本ペンクラブ - 2018年9月25日『憲法についていま私が考えること』（角川書店）発刊記者会見　発言者：梓澤和幸・吉岡忍・加賀乙彦・落合恵子・岳真也・金井奈津子・高橋千劔破・中西進・中村敦夫・盛田隆二・野上暁　司会：松本侑子
- ラジオデイズ コペルニクスの探求 vol.16 - 2013年12月17日「鼎談：盛田隆二著『いつの日も泉は湧いている』の虚実皮膜」出演者：平川克美＋小笹芳央＋盛田隆二

### NHK週刊ブックレビューおすすめの1冊にゲスト出演
- 1994年4月24日　羽田詩津子・目黒考二・盛田隆二　司会：木野花
- 1994年11月6日　関川夏央・盛田隆二・森まゆみ　司会：木野花
- 1995年4月16日　安藤和津・盛田隆二・夢枕獏　司会：如月小春
- 1995年6月18日　荒川じんぺい・黛まどか・盛田隆二　司会：児玉清
- 1995年10月15日　長田渚左・目黒考二・盛田隆二　司会：木野花
- 1996年5月19日　長田渚左・関川夏央・盛田隆二　司会：木野花
- 1997年2月16日　今井通子・目黒考二・盛田隆二　司会：如月小春
- 1997年6月22日　泉麻人・杉山由美子・盛田隆二　司会：木野花
- 1997年11月9日　川本三郎・冨士眞奈美・盛田隆二　司会：如月小春
- 1998年3月22日　藤本ひとみ・盛田隆二・山崎哲　司会：児玉清
- 1998年8月30日　羽仁進・冨士眞奈美・盛田隆二　司会：木野花
- 1999年2月28日　鷺沢萠・茶木則雄・盛田隆二　司会：如月小春
- 1999年7月17日　佐藤忠男・羽田詩津子・盛田隆二　司会：如月小春
- 1999年11月13日　冨士眞奈美・盛田隆二・吉村作治　司会：児玉清
- 2000年3月4日　関川夏央・盛田隆二・森まゆみ　司会：如月小春
- 2000年6月17日　伊佐山ひろ子・佐藤忠男・盛田隆二　司会 児玉清
- 2000年11月18日　谷村志穂・盛田隆二・夢枕獏　司会：児玉清
- 2001年3月3日　杉山由美子・目黒考二・盛田隆二　司会：児玉清
- 2001年9月22日　見城美枝子・三浦雅士・盛田隆二　司会：高泉淳子
- 2002年8月4日　大岡玲・最相葉月・盛田隆二　司会：藤沢周
- 2003年5月25日　青山南・伊佐山ひろ子・盛田隆二　司会：藤沢周
- 2004年5月30日　羽田詩津子・東陽一・盛田隆二　司会：藤沢周＋中江有里
- 2005年10月2日　石川忠司・小室等・盛田隆二　司会：三舩優子＋中江有里
- 2006年8月20日　伊佐山ひろ子・鈴木一誌・盛田隆二　司会：児玉清＋中江有里
- 2007年8月26日　関川夏央・盛田隆二・山崎洋子　司会：藤沢周＋中江有里
- 2008年10月18日　東えりか・北上次郎・盛田隆二　司会：三舩優子＋中江有里
- 2009年8月29日　白石公子・関川夏央・盛田隆二　司会：梯久美子
- 2010年9月11日　羽田詩津子・東陽一・盛田隆二　司会：児玉清
- 2011年6月4日　茶木則雄・戸田菜穂・盛田隆二　司会：藤沢周

## 掲載（インタビュー・エッセイ・書評など）
- マガジン９ - みんなで語る「わたしと憲法」 盛田隆二さん（小説家）
- 日本経済新聞 - ファミリーヒストリー　作家　盛田隆二 ｜「焼け跡のハイヒール」（祥伝社文庫）
- 沖縄タイムス - 歴史貫き届けられた思い｜盛田隆二著「焼け跡のハイヒール」（祥伝社） 評者：池田香代子
- 週刊読書人 - 鎮魂の家族史｜盛田隆二著「焼け跡のハイヒール」（祥伝社） 評者：森川雅美
- 夕刊フジ - 東京舞台さんぽ｜切なく危険な香り…盛田隆二さんの短編「新宿の果実」　現代文学アンソロジー「東京小説」の書き下ろし作
- 通販生活 - 【わたしの介護／盛田隆二さん＜前編＞】元気なうちに延命治療について希望を聞いておくべきです
- 通販生活 - 【わたしの介護／盛田隆二さん＜後編＞】元気なうちに延命治療について希望を聞いておくべきです
- 読売新聞 - ケアノート［盛田隆二さん］命慈しむ気持ち強く 『父よ、ロング・グッドバイ　男の介護日誌』著者インタビュー
- 週刊ポスト - 盛田隆二著『父よ、ロング・グッドバイ　男の介護日誌』書評　無趣味で亭主関白だった国家公務員の父が認知症に 評者：関川夏央
- 週刊新潮 - 盛田隆二著『父よ、ロング・グッドバイ　男の介護日誌』書評　作家が綴る、十年間をかけた認知症の父との“ロング・グッドバイ” 評者：東えりか
- 介護ポストセブン - 【『父よ、ロング・グッドバイ　男の介護日誌』著者インタビュー／盛田隆二さん＜前編＞】最後に過ごした父親との濃密な時間
- 介護ポストセブン - 【『父よ、ロング・グッドバイ　男の介護日誌』著者インタビュー／盛田隆二さん＜後編＞】介護うつを経て知った脈々と続く命のリレー
- ＡＥＲＡ - "リアリズムの名手"が贈る、認知症の父と過ごした10年間 : 著者インタビュー／盛田隆二『父よ、ロング・グッドバイ　男の介護日誌』
- ダ・ヴィンチ - 息子が認知症の父親を介護しつづけた10年の記録 : 著者インタビュー／盛田隆二『父よ、ロング・グッドバイ　男の介護日誌』
- しんぶん赤旗 - 私と介護 : 自身の介護体験書いた『父よ、ロング・グッドバイ』 盛田隆二さん　仕事も重なってうつ病発症　歯車一つ外したらふっと楽に
- デモクラシータイムス×マガジン9共同企画 - 座談会「『新潮45』と雑誌ジャーナリズムの危機」斎藤貴男さん×盛田隆二さん×鈴木耕さん
- 毎日新聞 - 今週の本棚・本と人:『蜜と唾』著者・盛田隆二さん
- 日本経済新聞 - ゆっくりでも前を向こう｜盛田隆二著「残りの人生で、今日がいちばん若い日」（祥伝社） 評者：北上次郎
- 毎日新聞 - 青春小説の系譜：「世界を変えたい」反戦高校生が生きた半世紀の重さ　盛田隆二『いつの日も泉は湧いている』
- 東京新聞 - ウェイバックマシン（2013年12月14日アーカイブ分） - 時代とらえて物語に　高校紛争を43年ぶりに描く　盛田隆二さん『いつの日も泉は湧いている』
- 日本経済新聞 - 高校紛争から40年、その意味をいま問い直す　盛田隆二さん連載小説『いつの日も泉は湧いている』を語る
- 日本経済新聞 - 老境の執着、緻密な筆致で｜盛田隆二著「身も心も」（光文社） 評者：陣野俊史
- 日本経済新聞 - 「死様」が描く生きる希望｜盛田隆二著「身も心も」（光文社） 女優 中江有里 読書日記
- ダ・ヴィンチ - 死様をテーマにした競作小説シリーズ登場！　著者インタビュー／盛田隆二さん『身も心も』
- 朝日新聞 - 盛田隆二著『二人静』書評　現代社会の不幸、救い込めて描く　評者：江上剛
- 日本経済新聞 - 希望の道すじをさぐる物語　盛田隆二さん新刊の『二人静』を語る
- きらら - 場面緘黙症の娘を育てるシングルマザーの物語　盛田隆二さん『二人静』を語る
- エキサイトニュース - あなたが選ぶ「Twitter文学賞　ツイートで選ぶ2010年ホントに面白かった小説」 国内第1位　盛田隆二『二人静』（光文社）
- 第１回Twitter文学賞投票結果 - 第1位 盛田隆二『二人静』（光文社）
- 日本経済新聞 - 入社18年、定年までも18年で決断　盛田隆二さん
- 復興書店 - 盛田隆二 掌編「焼け跡のハイヒール」
- グラフィックノベル・仏語版　Les fruits de Shinjuku - 小説：盛田隆二、イラスト：Amandine Grandcolas
- 人気作家6人が挑む、光文社のテーマ競作小説「死様」 - Amazon.co.jp[5]
- 産経新聞 - 病と生きる　作家・盛田隆二さん（56）作家業ストレスから鬱病　「自分をはずす」と改善へ
- ほぼ日刊イトイ新聞 - 担当編集者は知っている　盛田隆二『あなたのことが、いちばんだいじ』（作品社）